# Wolfgang Götzinger

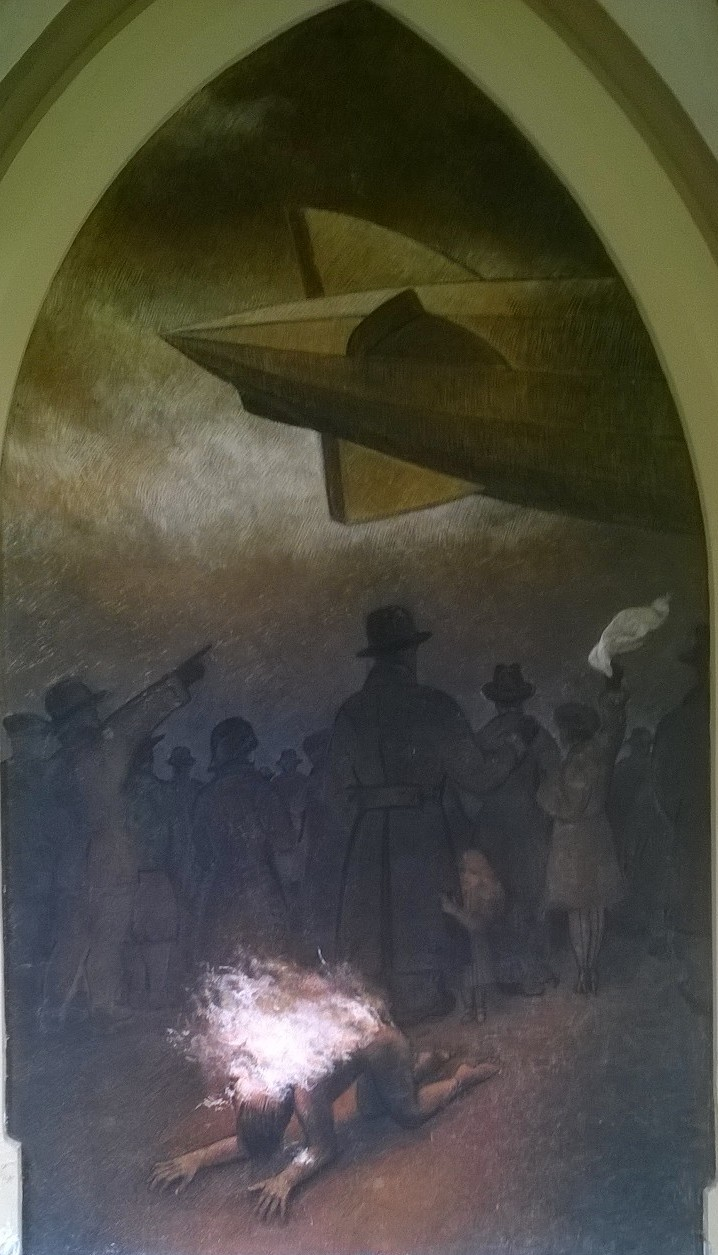
Wegschauen (2007)

Wolfgang Götzinger (* 11. Juni 1944 in Hatzendorf; † 14. Mai 2015 in Schwaz) war ein österreichischer Bildhauer, Maler und Restaurator.
Der Sohn von Hermine und Otto Götzinger wuchs in Wien auf und studierte unter anderem bei Joannis Avramidis (Bildhauerei), Helmut Kortan (Restaurierung) und Andersen (Malerei). Sein Stipendium in Rom 1969, diverse Studienreisen nach Europa, vor allem Italien und Frankreich erweiterten sein Können. Auch sein Großvater Hans Götzinger bereicherte seine Arbeit. 
Die Bildhauerei wurde zum Schwerpunkt seiner künstlerischen Arbeit. Ausstellungstätigkeiten im In- und Ausland sowie Aufträge für den öffentlichen Raum folgten. In den späteren Jahren gewann die Malerei wieder zunehmend an Bedeutung.
Als Restaurator führte er überwiegend Aufträge in Tirol aus wie die Restaurierung der romanischen und gotischen Fresken in St. Magdalena im Gschnitztal (1970/1971). Sein Hauptwerk war die Restaurierung der um 1520 entstandenen Kreuzgangfresken im Franziskanerkloster Schwaz (1980 bis 1997). In den Arkaden des Stadtparks in Schwaz findet sich sein Gemälde Wegschauen.
Er wurde am Hietzinger Friedhof bestattet.